# Avalanche (plataforma blockchain)
Avalanche é uma blockchain descentralizada e de código aberto de Camada 1 que combina de forma única uma arquitetura de cadeia tripla (C-Chain, P-Chain e X-Chain) com redes personalizáveis de Camada 1 (anteriormente conhecidas como "Subnets"), permitindo diversas aplicações e blockchains soberanas dentro de seu ecossistema. Foi desenvolvido pela Ava Labs e lançado em 2020.
A Avalanche é conhecida por seu mecanismo de consenso exclusivo, chamado Avalanche Consensus, que combina métodos de consenso clássicos e de Nakamoto para alcançar alto desempenho e baixa latência, mantendo a descentralização.

## História
A rede Avalanche foi idealizada como um protocolo de consenso que opera de forma eficiente em uma rede de máquinas não confiáveis, abordando tanto falhas de colisão quanto falhas bizantinas. As fundações da Avalanche foram compartilhadas pela primeira vez em maio de 2018 por meio do Sistema de Arquivos Interplanetário (IPFS) por um grupo sob o pseudônimo de "Team Rocket".
A Avalanche foi posteriormente desenvolvida por pesquisadores da Cornell University, liderados por Emin Gün Sirer e pelos estudantes de doutorado Maofan "Ted" Yin e Kevin Sekniqi. Após a fase inicial de lançamento, eles fundaram uma startup de tecnologia para desenvolver uma rede blockchain que atendesse aos requisitos do setor financeiro. Em março de 2020, a base de código AVA, parte do Programa de Aceleração do Desenvolvedor (ou AVA DAP) para o protocolo de consenso Avalanche, foi lançada em código aberto e disponibilizada publicamente.
Em setembro de 2021, a fundação Ava Labs conseguiu US$ 230 milhões de um consórcio que inclui a Polychain Capital e a Three Arrows Capital por meio da compra da criptomoeda AVAX.
Em novembro de 2021, após um acordo com a Deloitte para simplificar o reembolso para vítimas de desastres naturais nos EUA, a blockchain Avalanche entrou no top 10 das criptomoedas por capitalização de mercado.
Em agosto de 2022, o grupo de denunciantes "Crypto Leaks" publicou um relatório alegando que a Ava Labs havia firmado acordos secretos com o escritório de advocacia Roche Freedmen com a intenção de minar legalmente os concorrentes da Avalanche. Emin Gün Sirer, CEO da Ava Labs, negou qualquer envolvimento em negociações ilegais ou antiéticas com o escritório de advocacia Roche Freedmen.
Em abril de 2024, Andrea Vargas, Developer Relation Engineer na Ava Labs, afirmou durante um evento organizado pela Avalanche e pela Notus.Labs em Florianópolis, que o Brasil é fundamental para o ecossistema blockchain e que a Ava Labs esta disposta a fazer um trabalho muito forte na América Latina.

## Parcerias
Em janeiro de 2023, foi anunciada uma parceria entre a Avalanche e a Amazon Web Services (AWS) para melhorar a infraestrutura e o ecossistema descentralizado de aplicativos da Avalanche. A Arkham Intelligence também anunciou uma parceria com a Avalanche, permitindo que os usuários da Arkham analisem as atividades de carteiras e entidades dentro do ecossistema Avalanche.
Em fevereiro de 2024, o Citibank anunciou um projeto de tokenização em parceria com a blockchain Avalanche. Iniciativa tem como foco a tokenização de ativos de fundos privados e já concluiu etapa de prova de conceito. Em um comunicado, o banco explicou que concluiu a chamada "prova de conceito" do projeto, testando o potencial da tecnologia blockchain e os possíveis impactos no mercado ao adotar a tecnologia. Para isso, foi utilizada uma rede de testes da Avalanche.
Em março de 2024, plataforma de pagamento online Alipay fez parceria com a blockchain Avalanche para um programa de vouchers na Web3. Avalanche afirmou que a iniciativa permite que as marcas testem soluções da Web3 e como criar novas oportunidades de interação com seus usuários. O programa foi lançado em lojas do sudeste asiático, permitindo que os consumidores adquirissem vouchers jogando um mini jogo. Após completar o jogo, os clientes podem resgatar um voucher em sua carteira eletrônica.
Em julho de 2024, a Califórnia anunciou que vai emitir carteiras de motoristas usando a blockchain Avalanche. Essa parceria inovadora com o Departamento de Veículos Automotores (DMV) do estado visa digitalizar 42 milhões de títulos de automóveis em blockchain. "Essa iniciativa pioneira na Califórnia poderá servir de modelo para outros estados e países, destacando como a blockchain pode ser utilizada para melhorar serviços públicos e combater fraudes", afirmou o investidor bilionário Mark Cuban.
Em agosto de 2024, a Avalanche firmou uma parceria com a Tixbase e a Passolig para implementar a tecnologia blockchain no setor de bilheteria da Turquia. A colaboração integra ingressos verificados por blockchain ao sistema da Passolig, responsável pela distribuição de entradas para a Süper Lig e outros eventos, além de abordar a regulamentação do mercado secundário e introduzir tickets digitais baseados em NFT.
Em Julho de 2025, a Visa incluiu oficialmente a blockchain Avalanche como uma das redes usadas pra processar pagamentos em stablecoins, junto com Ethereum, Solana e Stellar.

## Tecnologia
A Avalanche se destaca por sua arquitetura única, que inclui três blockchains interoperáveis, suporte a subnets (sub-redes) e um inovador mecanismo de consenso denominado Snowman Consensus Protocol.

#### Arquitetura da Avalanche
Diferente de blockchains monolíticas, a Avalanche adota um modelo com três blockchains principais, cada uma com funções específicas. A rede é composta pela X-Chain, responsável pela criação e transferência de ativos digitais; pela C-Chain, que executa contratos inteligentes compatíveis com a Ethereum Virtual Machine (EVM); e pela P-Chain, que gerencia os validadores e a criação de subnets. Cada uma dessas blockchains possui uma função específica, o que permite maior eficiência e desempenho sem comprometer a descentralização.
As subnets são blockchains personalizáveis que operam dentro do ecossistema Avalanche. Elas permitem que desenvolvedores criem redes com regras próprias e independentes, garantindo escalabilidade ao processar transações sem interferir no desempenho da rede principal. Por exemplo, um jogo pode criar sua própria subnet para processar milhares de transações sem congestionar a rede principal. Isso faz com que a Avalanche seja ideal para casos de uso variados, como aplicações financeiras descentralizadas, jogos e redes corporativas.
O Snowman Consensus Protocol, utilizado na C-Chain e na P-Chain, é uma variação do Avalanche Consensus, otimizada para blockchains lineares e execução de contratos inteligentes. Ele alcança consenso por meio de um sistema probabilístico, no qual os validadores chegam a um acordo rapidamente com amostragens eficientes, resultando em transações rápidas, escaláveis e energeticamente eficientes.